# Fememord
À l'époque de la République de Weimar dans les années 1920, le Fememord (litt. meurtre vehmique) est un type d'assassinat politique commis à l'intérieur de l'extrême-droite envers les membres considérés comme traîtres. Ce genre de tuerie a particulièrement été pratiqué au sein de la Reichswehr noire. Sur les vingt-trois morts à l'échelle fédérale, six ont lieu en Bavière.